# Daniella Álvarez
Daniella Margarita Álvarez Vásquez (Barranquilla, 24 maggio 1988) è una modella colombiana, incoronata Miss Colombia 2011.

## Biografia
Daniella Álvarez è la figlia di Gustavo Álvarez e Zandra Vásquez, e ha due fratelli, Andrea e Richard. Al momento dell'incoronazione era una studentessa presso la scuola di Comunicazioni sociali e giornalismo, presso la Universidad del Norte di Barranquilla. Parla fluentemente inglese e tedesco.
La modella ha preso parte al concorso di bellezza Miss Colombia 2011, in rappresentanza del dipartimento della costiera dei Caraibi di Atlantico. Il concorso si è tenuto nella città di Cartagena, dove è stata incoronata il 14 novembre 2011 dalla detentrice del titolo uscente, Catalina Robayo Vargas, Miss Colombia 2010.
Grazie a questa vittoria, la Álvarez ha partecipato alla sessantunesima edizione del concorso di Miss Universo.
In seguito ha presentato un varietà su RCN Televisión fino al 2016, per poi lavorare a Caracol Radio.
Nel 2016 partecipa come ospite alla quarta puntata della quinta edizione di Pechino Express, reality show in onda su Rai 2.